# 首藤甲子郎
首藤 甲子郎（しゅとう こうしろう、1984年5月5日 - ）は、日本の元ラグビー選手。現役時代はトップリーグのNECグリーンロケッツに所属していた。

## プロフィール
- 大分県出身。
- ポジションはウィング(WTB)。
- 身長 163cm、体重 75kg
- ニックネームは『豆』。

## 経歴
大分ラグビースクールでラグビーを始めた。同スクール出身の先輩には後藤翔太、後輩に櫻井朋広がいた。また同期の曽我部佳憲も一時期同スクールに在籍していた。神奈川県の桐蔭学園に進み、3年の時に主将を務めた。同高校の後輩にはIBMの高梨達也，覚来弦，横河電機の菊地悠介，リコーの後藤悠太，NECの吉廣広征がいた．
卒業後の2003年に早稲田大学に進学、1年よりWTBのレギュラーに定着し、在学中、2度の大学選手権優勝に貢献した。同大学の同期には、神戸製鋼の今村雄太,釜石の菅野朋幸,NTTコミュニケーションズの種本直人,クボタの茂木隼人,ヤマハ発動機の矢富勇毅らがいた。
早大卒業後の2007年4月、トップリーグのチームであるNECグリーンロケッツへ入団。2016年度をもって現役を引退。
2019年、立教大学ラグビー部のハイパフォーマンス・コーディネーターに就任。
2020年、福島ファイヤーボンズのストレングス＆コンディショニングトレーナーに就任。